# Fernand Halbart
Fernand Lucien Jean-Baptiste Halbart (Ixelles, 22 aprile 1882 – Bruxelles, 23 maggio 1952) è stato un velocista belga.
Ha gareggiato ai Giochi olimpici del 1908 a Londra. Nei 200 metri, Halbart è arrivato quinto e ultimo in batteria. Ha inoltre partecipato all'evento dei 110 metri ostacoli, dove è stato eliminato.